# Kočičí svatba

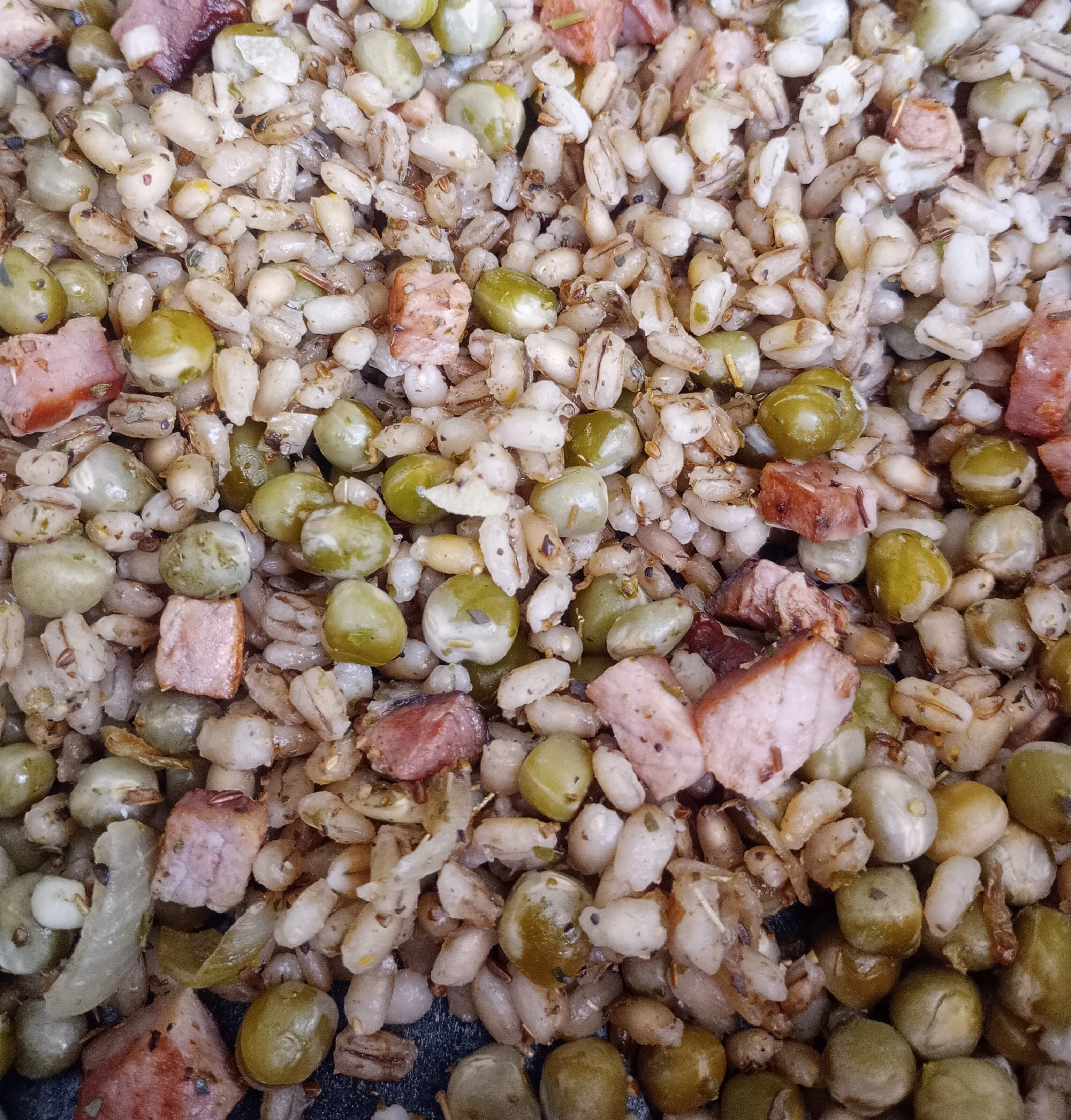
Detailní pohled na kočičí svatbu

Kočičí svatba je pokrm české kuchyně z hrachu či čočky, případně jiných luštěnin, a krup, osmažených  s cibulí na sádle či slanině a ochucený česnekem, kmínem a majoránkou. Může se podávat jako samostatný pokrm, s kysaným zelím, nebo jako příloha ke klobáse, huse či pečenému masu. Pokrmu se říká také hrách a kroupy, krúpy s fazulú, svarba, manželstvo, kočičák, kočičí tanec nebo šumajstr. Podobným jídlem je šoulet z židovské kuchyně.
Kočičí svatba či kočičí tanec byl údajně oblíbeným jídlem spisovatele Jaroslava Haška, který ale měl nahrazovat kroupy vařenými bramborami. Pod jménem šumajstr a připravovaný z fazolí je pokrm typický pro Slovácko a Záhoří. V Kobylí na Slovácku se šumajstr připravuje s bramborami.